# Poor Unfortunate Souls (Jonas Brothers)
Los Jonas Brothers hicieron un cover de la canción "Poor Unfortunate Souls" de la película La Sirenita, para la banda sonora lanzada el 3 de octubre del 2006, que corresponde a un disco doble The Little Mermaid Platinum Edition DVD.
La Édición Especial incluye un video musical para la canción donde los chavos están cantando alrededor de una alberca pública.
La canción es también presentada en Disney's On the Record junto con "Part of Your World", "Under the Sea" y "Kiss the Girl" de The Little Mermaid.
- Datos: Q5556218